# خاموشی (برق)

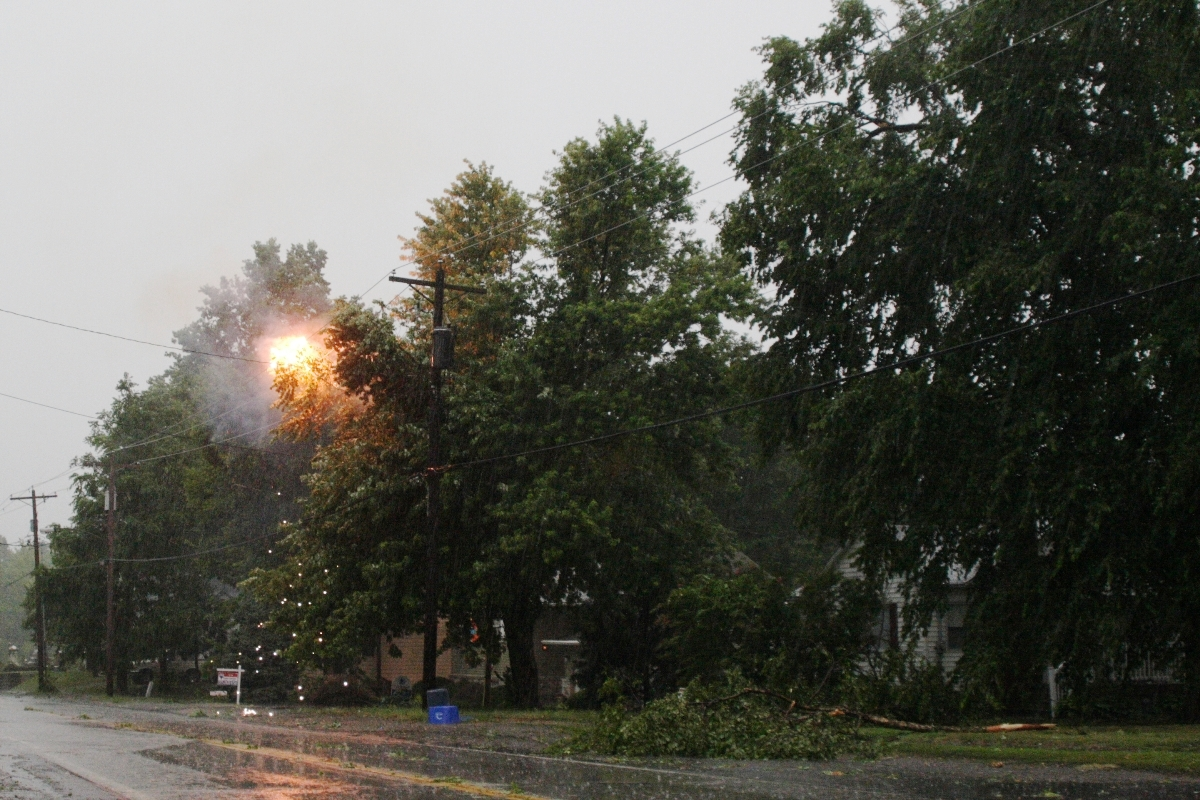
شاخه‌های درختان در طول طوفان باعث قطع اتصال کوتاه خطوط برق شده‌اند که این حادثه به‌طور معمول باعث قطعی برق در مناطق تغذیه شده توسط این خطوط می‌شود.

خاموشی یا قطع برق یا بلک‌اوت (به انگلیسی: Blackout) به از دست رفتن کوتاه یا بلند مدت توان الکتریکی در یک منطقه گفته می‌شود.
عامل‌های بسیاری وجود دارند که باعث خاموشی در شبکه برق می‌شوند. برخی از آنان عبارتند از خطا (الکتریکی) در نیروگاه‌ها، آسیب دیدن خطوط انتقال انرژی الکتریکی، پست‌های برق یا بخشی‌هایی از سیستم توزیع، وقوع یک اتصال کوتاه یا اضافه بار در سیستم‌های الکتریکی.
قطعی برق به‌ویژه در منطقه‌ها و تأسیساتی که امنیت همگانی و زیست‌محیطی را در معرض خطر قرار می‌دهد، بحرانی است. نهادهای چون بیمارستان‌ها، سازه‌های دفع فاضلاب، معادن و همانند آن‌ها به‌طور معمول دارای منابع برق پشتیبان از قبیل سامانه‌های برق اضطراری هستند که در هنگام قطع برق شبکه، به‌صورت خودکار راه‌اندازی می‌شوند. دیگر سیستم‌های حساس مانند سیستم‌های مخابراتی نیز، نیاز به سامانه‌های برق اضطراری دارند.